# Arichlidon acropetalon
Arichlidon acropetalon är en ringmaskart som beskrevs av Watson Russell 1998. Arichlidon acropetalon ingår i släktet Arichlidon och familjen Chrysopetalidae. Inga underarter finns listade i Catalogue of Life.